# Was ist Pat?
Was ist Pat? (Originaltitel: It’s Pat) ist eine US-amerikanische Filmkomödie aus dem Jahr 1994 von Regisseur Adam Bernstein. Die von Julia Sweeney gespielte Figur Pat Riley hat ihren Ursprung in der populären Fernsehserie Saturday Night Live. Der Film war ein finanzieller Flop und wurde von der Kritik durchweg negativ aufgenommen.

## Handlung
Die androgyne Pat Riley ist eine pummelige, weinerliche und unausstehliche junge Person, die ständig ihren Arbeitsplatz wechselt und nach einer festen Lebensgrundlage sucht. Sie begegnet dem ebenfalls androgynen Chris. Die beiden verlieben sich ineinander und beginnen eine Beziehung. Inzwischen entwickelt Pats Nachbar Kyle Jacobsen eine ungesunde Obsession: Er will Pats Geschlecht enthüllen und beginnt sie zu verfolgen. Kyle schickt ein Band, auf dem Pat Karaoke singt, an eine Fernsehshow namens America’s Creepiest People, wodurch die Band Ween auf Pat aufmerksam wird. Sie lassen Pat bei einem ihrer Auftritte Tuba spielen. Als Pat erfährt, dass die Band beabsichtigt, sie nur für einen Auftritt zu benutzen, beenden Chris und sie ihre Beziehung.
Kyle stiehlt Pats Laptop, auf dem sich ihr Tagebuch befindet und versucht sie zu zwingen, ihm das Passwort zu verraten, damit er auf die Dateien zugreifen kann. Pats einzige Antwort ist, dass das Passwort im Wörterbuch steht. Kyle beginnt somit, jedes einzelne Wort aus dem Wörterbuch einzutippen.
In der Zwischenzeit beginnt eine Bande von Schlägern, die ebenfalls Pats Geschlecht aufdecken wollen, damit, sie zu belästigen. Pat ist bestürzt über die androgyne Natur der Schläger und beschwert sich bei ihrer Freundin Kathy, die Therapeutin und Moderatorin einer Radio-Talkshow ist. Als Pat die Anrufer einschüchtert, wird Kathy gefeuert und durch Pat ersetzt.
Kyle arbeitet das ganze Wörterbuch bis zum letzten Wort „zythum“ (ein ägyptisches Malzbier) durch, welches das Passwort ist. Nachdem er das Tagebuch durchgelesen hat, findet er keinerlei neue Informationen in Bezug auf Pats Geschlecht und dreht endgültig durch.
Kyle ruft bei Pats Radioshow an und sagt ihr, sie solle ihn im Ripley’s Believe It or Not! Museum treffen, da dies Pats einzige Chance sei, ihren Laptop zurückzubekommen. Pat erscheint und findet Kyle vor, der genau wie sie gekleidet ist. Kyle verlangt, dass Pat sich auszieht, worauf sie wegläuft. Nachdem Kyle Pat auf einem Laufsteg in die Enge getrieben hat, stürzt sie und ihre Kleidung bleibt an einem Haken hängen. Dadurch reißt Pats Hose ab, jedoch werden ihre Genitalien weder Kyle noch dem Zuschauer offenbart. Kyle wird von Sicherheitsleuten weggebracht. Pat macht sich anschließend auf den Weg, um Chris einzuholen, der auf einem Ozeandampfer wegfahren will. In einem Epilog heiraten Pat und Chris.
Während des Abspanns sieht man Kathy, die wieder ihre Radioshow moderiert. Ihr erster Anrufer ist Kyle, dessen Obsession ihn zum Transvestismus getrieben hat.

## Kritiken
Was ist Pat? bekam eine seltene 0 % Wertung auf Rotten Tomatoes, wo von 11 ausgewerteten Kritiken keine einzige positiv ausfiel. Er befindet sich außerdem mit einer Bewertung von durchschnittlich 2,6 von 10 Punkten auf Platz 98 in der Tabelle der 100 am schlechtesten bewerteten Filme der Internet Movie Database. (Stand: 30. November 2017 bei 8.877 abgegebenen Stimmen)
Joe Leydon nannte den Film in der Variety vom 26. August 1994 „schockierend unwitzig“. Julia Sweeney habe den „relativ harmlosen Fernsehcharakter“ in einen „rüpelhaften, selbstgefälligen Widerling“ verwandelt.
Charles Tatum schrieb auf eFilmCritic Reviews, er wusste bereits vor dem Kinobesuch, dass der Film einen „schrecklichen“ Ruf habe, jedoch war ihm nicht bewusst, dass er „so schrecklich“ sei. Er habe kein einziges Mal gelacht. Tatum schrieb außerdem, dass er Sweeneys Charakter in den Fernsehsketchen „nett“ fand, er sich während des Films jedoch gewünscht hätte, dass sie jemand töten würde.
Relativ neutral fiel dagegen die Kritik im Lexikon des internationalen Films aus: „Beziehungskomödie der etwas anderen Art, die Last und Lust des Außenseitertums thematisiert.“

## Auszeichnungen
Der Film wurde in den Kategorien Worst Picture, Worst Actress, Worst Screen Couple, Worst Screenplay und Worst New Star für die Goldene Himbeere nominiert. Julia Sweeney erhielt den Stinker Award in der Kategorie Worst Actress.

## Hintergrund
Der Film wurde in Kalifornien gedreht. Die Produktionskosten beliefen sich schätzungsweise auf 8 Millionen US-Dollar. Der Film konnte in den Kinos der USA lediglich 60.822 US-Dollar einspielen. Deshalb endeten die Vorführungen in den Kinos bereits nach dem Eröffnungswochenende.